# Tratado anglo-portugués de 1373
El Tratado anglo-portugués de 1373 se firmó entre el rey Eduardo III de Inglaterra y los reyes Fernando I y Leonor de Portugal. Con su firma, se estableció la «amistad, unión [y] la alianza perpetua» entre las dos naciones marítimas, constituyendo con ello la alianza anglo-portuguesa que todavía perdura.

## Refrendos del tratado
El tratado se reforzó a lo largo de la historia, en 1386, 1643, 1654, 1660, 1661, 1703, 1815 y, mediante una declaración secreta, en 1899. Además, se reconoció su vigor en los Tratados de Arbitraje firmados en el siglo XX entre Gran Bretaña y Portugal, en 1904 y 1914.

## Suspensión con la casa de Austria
El tratado quedó sin efecto temporalmente durante la Unión Ibérica, entre 1580 y 1640, cuando las monarquías de España y Portugal estaban en una unión dinástica bajo un solo monarca (sucesivamente, Felipe II, Felipe III y Felipe IV). Sin embargo, con la restauración de la independencia de Portugal, la alianza volvió a estar en vigor y tuvo su auge durante las guerras napoleónicas, cuando los británicos enviaron a su mejor general, el duque de Wellington, a minar los ejércitos de Napoleón en la península ibérica en la Guerra de la Independencia.

## Ultimátum británico de 1890
El hecho de ser Portugal el más antiguo aliado de Inglaterra no impidió que ésta realizase el Ultimátum británico de 1890, que fue un ultimátum del gobierno británico de Lord Salisbury —entregado el 11 de enero de 1890 mediante un "Memorando"— al gobierno portugués, conminándole a retirar sus fuerzas militares existentes en el territorio comprendido entre las colonias de Mozambique y Angola, en las actuales Zambia y Zimbabue, con el pretexto de un incidente ocurrido entre portugueses y macololos, pero realmente por instigación del magnate de los diamantes sudafricanos Cecil Rhodes. La zona era reclamada por Portugal, que la había incluido en el famoso mapa de color rosado, reclamando a partir de la Conferencia de Berlín una franja de territorio que iba de Angola a la contra-costa, o sea, a Mozambique. Al provenir el ataque del más antiguo aliado y protector de Portugal, siendo muy inferior, no tuvo más remedio que ceder. Este hecho inspiró la letra del himno nacional portugués y fue considerado por los historiadores portugueses y políticos de la época la acción más escandalosa e infame del Reino Unido contra los que se consideraban su más antiguo y leal aliado.

## Renovación del pacto
Asimismo, y siguiendo los principios del Tratado, Portugal luchó con los Aliados en la Primera Guerra Mundial. Miles de jóvenes portugueses murieron en los campos de Bélgica, especialmente en la batalla de Lys, en el que el CEP (Cuerpo Expedicionario Portugués) quedó deshecho. La intervención portuguesa no trajo los beneficios esperados y las compensaciones obtenidas en el Tratado de Versalles fueron muy por debajo de sus expectativas.
Por ello, Portugal prefirió permanecer neutral, al igual que España, durante la Segunda Guerra Mundial, en la que los portugueses permanecieron aparentemente neutrales, de acuerdo con Gran Bretaña, que no quería llevar la guerra a la península ibérica, hasta 1943, cuando fue completamente reactivado por Winston Churchill y Portugal. Después de tres meses de negociaciones, la presión de Gran Bretaña y Estados Unidos de América, y el temor a una invasión, forzó a autorizar el aeródromo y las instalaciones náuticas en las Azores para ayudar a combatir la amenaza de los submarinos alemanes. Los británicos también invocaron el tratado durante la Guerra de las Malvinas, en 1982.

## Invasión de la India portuguesa.
Otro incumplimiento del tratado se produjo en el año de 1961, en la llamada Anexión de Goa, provincias de la India portuguesa (Goa, Damán y Diu) las cuales fueron invadidas por el ejército de la Unión India de Jawaharlal Nehru, poniendo fin a 451 años de presencia portuguesa. Portugal requirió la ayuda del Reino Unido con base al tratado, pero su petición no fue atendida.